# Wapedia

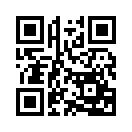
QR-код для головної сторінки Вапедії.

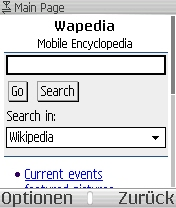

Вапе́дія (англ. Wapedia) — в чистому вигляді Вікіпедія, весь контент якої заздалегідь конвертувався для кращого сприйняття і навігації на мобільних пристроях (Технологія WAP). Те ж вікно пошуку, список рубрик, можливість вибору випадкової статті. Доступні мови: англійська, українська, німецька, французька, іспанська, польська, турецька, російська.

## Зачинення проєкту
4 листопада 2013 року проєкт Вапедія був зачинений. Причиною такого рішення стало застаріле програмне забезпечення, яке оновлювати було просто недоцільно, а на розробку з нуля і подальше технічне обслуговування не було коштів.